# Pternozyga anisoptera
Pternozyga anisoptera är en fjärilsart som beskrevs av Diakonoff 1941. Pternozyga anisoptera ingår i släktet Pternozyga och familjen vecklare. Inga underarter finns listade i Catalogue of Life.